# Raymond Pierrehumbert

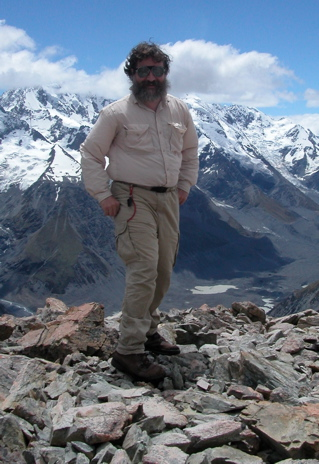
Raymond Pierrehumbert

Raymond Thomas Pierrehumbert (* 1954) ist ein amerikanischer Geophysiker und Klimatologe. Er lehrt und forscht seit 2015 an der University of Oxford, nachdem er zuvor über 25 Jahre an der University of Chicago tätig gewesen war. Er befasst sich vorrangig mit den physikalischen Grundlagen klimatischer Prozesse auf Planeten, sowohl innerhalb des Sonnensystems als auch auf Exoplaneten. Zudem zählt er zu den führenden Klimaforschern in Fragen der globalen Erwärmung und war maßgeblich am Dritten Sachstandsbericht des Intergovernmental Panel on Climate Change (IPCC) beteiligt.

## Werdegang
Pierrehumbert studierte Physik an der Harvard University und erhielt dort im Juni 1975 seinen Bachelor. Zwischen 1976 und 1977 verbrachte er einige Zeit an der University of Cambridge in England. Anschließend kehrte er in die Vereinigten Staaten zurück, setzte seine Studien am Massachusetts Institute of Technology (MIT) fort und wurde dort im Jahre 1980 zum Ph.D. promoviert. Am MIT war er in der Folge zwei Jahre als Assistenzprofessor für Meteorologie tätig, bevor er 1982 an die Princeton University wechselte und dort vorerst ebenfalls als Assistenzprofessor fungierte. Parallel dazu war er als wissenschaftlicher Mitarbeiter bei der National Oceanic and Atmospheric Administration beschäftigt und verbrachte 1987/88 ein Sabbatical am meteorologischen Institut der Universität Stockholm.
Im Jahre 1988 wurde Pierrehumbert in Princeton auf eine ordentliche Professur befördert, verließ die Universität allerdings bereits ein Jahr später, als er dem Ruf der University of Chicago folgte und dort eine ordentliche Professur für Geophysik annahm, die er die folgenden 26 Jahre innehatte. In diesen Zeitraum fielen zwei Forschungsaufenthalte an Pariser Elite-Universitäten, 1996/97 an der École normale supérieure sowie 2003/04 an der École polytechnique. 2015 übernahm er schließlich die Position des Halley Professor of Physics der University of Oxford in England.

## Wissenschaftliches Schaffen
Grundsätzlich befasst sich Pierrehumbert mit der Physik des Klimas, allerdings liegt sein wissenschaftliches Hauptaugenmerk auf den Klimata des Sonnensystems sowie von Exoplaneten und der frühen Stadien der Erde. Dennoch beschäftigt er sich auch mit Fragestellungen des derzeitigen Erdklimas und forscht in diesem Zusammenhang beispielsweise zu barokliner Instabilität und Rossby-Wellen. Nicht zuletzt ist Pierrehumbert einer der maßgebenden Wissenschaftler im Bereich der globalen Erwärmung, so war er einer der führenden Autoren des Dritten Sachstandsbericht des Intergovernmental Panel on Climate Change (IPCC). Weitere Veröffentlichungen von ihm beleuchten den Einfluss von Kohlenstoffdioxid in Bezug auf den Klimawandel. Zudem betreibt er gemeinsam mit weiteren Klimaforschern den Blog RealClimate.
Insgesamt veröffentlichte Pierrehumbert bisher über 100 Beiträge in Fachzeitschriften, darunter mehrere in Nature und Science. Sein 2010 erschienenes Buch Principles of Planetary Climate gilt im Themenbereich der Klimatologie und Paläoklimatologie als Standardwerk.

## Ehrungen
Pierrehumbert war Guggenheim Fellow, ist Mitglied der American Geophysical Union und wurde 2015 in die American Academy of Arts and Sciences gewählt. Im gleichen Jahre erhielt er die Ehrendoktorwürde der Universität Stockholm. Darüber hinaus gehört er dem französischen Ordre des Palmes Académiques im Rang eines Ritters (Chevalier) an. 2020 wurde Pierrehumbert in die Royal Society gewählt, die ihm 2022 die Rumford-Medaille zusprach.

## Persönliches
Pierrehumbert ist mit der Linguistin Janet Pierrehumbert verheiratet, die ebenfalls an der University of Oxford tätig ist.

## Werke (Auswahl)
- Raymond T. Pierrehumbert: Principles of Planetary Climate. Cambridge University Press 2010, ISBN 978-0-521-86556-2.
- Raymond T. Pierrehumbert: Infrared radiation and planetary temperature Physics Today January 2011 S. 33–38 doi:10.1063/1.3653855[4]